# スレイブ・レイク
スレイブ・レイク（英: Slave Lake）は、カナダのアルバータ州北部、 レッサー・スレイブリバー郡の町。エドモントンより北西に255km、レッサー・スレイブ湖の南東のほとりにある。アルバータ州道2号線とアルバータ州道88号線の交差する場所にある。

## 歴史
現在のスレイブ・レイクにヨーロッパ人が初めて到達したのは、イギリス人探検家デイヴィッド・トンプソンで、1799年に到達している。その後、ハドソン湾会社などの毛皮貿易の交易所が設けられた。入植地は拡大し、ソーリッジ（Sawridge）と言う名で知られるようになった。1923年にスレイブ・レイクに改称された。1930年代の洪水で町の大部分が破壊され、その後は少し高地の現在の場所に町が移設された。1965年に町制施行。1988年にもソーリッジ川の氾濫による洪水で町が冠水した。
2011年にはこの地域が大規模な森林火災に襲われ、緊急避難警報が発令したもののハイウェイが閉鎖されたため、住民は湖岸、駐車場、空き地で避難する他なかった。その後ハイウェイが再開通し避難出来たが、市役所、図書館、FM局、ショッピングモール、住宅やビルを含む町の4割が消失した。死者の報告はなかった。後にウィリアム皇太子とキャサリン妃が住民の復興努力への見舞いに訪れた。

## 交通
- スレイブ・レイク空港：IATAコード：YZH、ICAOコード：CYZH。